# Мартиросян, Азат Кярамович
Аза́т Кяра́мович Мартирося́н (арм. Ազատ Մարտիրոսյան; 10 августа 1955, Ереван) — армянский дипломат.
- 1973—1978 — факультет прикладной математики Ереванского государственного университета.
- 1978—1987 — инженер, старший инженер, научный сотрудник института механики Aкадемии наук Армянской ССР.
- 1980—1984 — аспирант вычислительного центра Академии наук Армянской ССР и Ереванского государственного университета. В 1986 г. защитил кандидатскую диссертацию на тему «Анализ и оптимизация характеристик многоэлементных механических систем слоистого строения и композиционных материалов».
- 1987—1993 — доцент факультета прикладной математики Ереванского государственного университета.
- 1990—1991 — стажёр Сычуанского университета (г. Чэнду, КНР).
- 1993—1996 — второй секретарь, первый секретарь, советник, а затем начальник управления стран Азии, Африки и Океании министерства иностранных дел Армении.
- 1996—1997 — временный поверенный в делах Армении в Китайской Народной Республике.
- 1997—2001 — чрезвычайный и полномочный посол Армении в Китайской Народной Республике.
- 1999—2001 — чрезвычайный и полномочный посол Армении в Китайской Народной Республике и Республике Корея[2].

С 2002 г. не состоял на дипломатической службе.